# ريتين أوباسوهان
ريتين أوباسوهان مواليد 6 يوليو 1993 في أنتويرب، هو لاعب كرة سلة بلجيكي. بدأ مسيرته الاحترافية في سنة 2016. يلعب مع إس إس فليتشي سكاندون في ليغا باسكيت الدرجة الأولى كلاعب هجوم خلفي. يحمل الرقم 32.

## روابط خارجية
- ريتين أوباسوهان على موقع الاتحاد الدولي لكرة السلة (الإنجليزية)
- ريتين أوباسوهان على موقع الدوري الإسباني لكرة السلة (الإسبانية)
- ريتين أوباسوهان على موقع كرة السلة الأوروبية.كوم (الإنجليزية)
- ريتين أوباسوهان على موقع كلية كرة السلة في سبورتس رفرنس.كوم (الإنجليزية)
- ريتين أوباسوهان على موقع ريلجم (الإنجليزية)
- ريتين أوباسوهان على موقع بروبوليرز (الإنجليزية)
- ريتين أوباسوهان على موقع سبورتس رفرنس (الإنجليزية)
- ريتين أوباسوهان على موقع سبورتس رفرنس (الإنجليزية)